# SummerSlam (2013)
Cet article concerne l'édition 2013 du pay-per-view SummerSlam. Pour toutes les autres éditions, voir SummerSlam.
L’édition 2013 de SummerSlam est une manifestation de catch professionnel télédiffusée et visible uniquement en paiement à la séance ainsi que gratuitement sur la chaîne de télévision française AB1. L'événement, produit par la WWE, s'est déroulé le 18 août 2013 au Staples Center à Los Angeles, en Californie, pour la cinquième année consécutive. Le show est le septième pay-per-view de la WWE en 2013. Il fait partie avec le Royal Rumble, les Survivor Series et WrestleMania du « The Big Four » à savoir « les Quatre Grands ». Dolph Ziggler, AJ Lee, The Bella Twins, CM Punk, Kane et Daniel Bryan sont les vedettes de l'affiche officielle,,.

## Contexte
Les spectacles de la WWE en paiement à la séance sont constitués de matchs aux résultats prédéterminés par les scénaristes de la WWE. Ces rencontres sont justifiées par des storylines — une rivalité avec un catcheur, la plupart du temps — ou par des qualifications survenues dans les émissions de la WWE telles que Raw, SmackDown, Superstars et Main Event. Tous les catcheurs possèdent une gimmick, c'est-à-dire qu'ils incarnent un personnage gentil ou méchant, qui évolue au fil des rencontres. Un pay-per-view comme SummerSlam est donc un événement tournant pour les différentes storylines en cours.

### Rivalité entre John Cena et Daniel Bryan pour le WWE Championship
Lors du Raw du 15 juillet, le Général Manager de Raw Brad Maddox déclare que Cena pourra choisir son adversaire à SummerSlam. Il fut vite coupé par l'apparition de Mr. Money in the Bank (2013), Randy Orton puis de Fandango qui veulent tous les deux affronter Cena à SummerSlam. Plus tard dans la soirée, il choisit d'affronter Daniel Bryan après le vote du public pour le WWE Championship à SummerSlam. Lors du Raw du 22 juillet. Cena et Bryan signent le contrat pour l'officialisation de leur match à SummerSlam durant cette signature de contrat, Cena dit que son choix a été fait et qu'à SummerSlam, il le battra. Plus tard dans la soirée, il sauve Bryan d'une attaque de Ryback en le poussant sur la table des commentateurs puis l'expulse du ring et dit qu'il l'affrontera dans un Tables match la semaine prochaine à Raw. Lors du raw du 12 août, Triple H porte son pedigree sur Brad Maddox puis annonce qu'il sera l'arbitre spéciale du match.

### Rivalité entre CM Punk et Brock Lesnar
Lors du Money in the Bank, Paul Heyman trahit CM Punk, ce qui lui coûte le Money in the Bank du contrat pour le championnat de la WWE. Lors du Raw du 15 juillet, Brock Lesnar fait son retour à la WWE, et attaque Punk en l'envoyant dans un des poteaux du ring et en lui portant son F-5 sur la table des commentateurs. Lors du Raw du 22 juillet, Punk confronte Lesnar dans un match à SummerSlam et il dit qu'il n'a pas peur de Lesnar et que malgré ses attaques, il ne l'a pas laissé longtemps au sol, il dit aussi qu'à SummerSlam, il mettra la main sur lui quand soudain il se fait interrompre par Heyman qui accepte son défi au nom de son client, Brock Lesnar,.A Raw du 12 août, Punk attaque par derrière Lesnar avec une caméra ainsi que Curtis Axel qui a tenté d'attaquer Punk pour protéger Heyman, mais Axel se prend un GTS sur le titatron.

### Rivalité entre Alberto Del Rio et Christian pour le World Heavyweight Championship
Lors du Raw du 29 juillet, Alberto Del Rio se fait battre par Christian. Plus tard dans la soirée, Del Rio annonce qu'il ne choisira pas Christian à SummerSlam pour World Heavyweight Championship car il l'a déjà battu pour ce titre il y a deux ans. Lors du SmackDown du 2 août, Vickie Guerrero laisse Del Rio choisir son adversaire pour SummerSlam, ce dernier décide de choisir Ricardo Rodriguez mais Vickie Guerrero n'est pas d'accord car Ricardo ne mérite pas. Elle décide donc d'organiser un Triple Threat Match entre Christian, Rob Van Dam et Randy Orton pour déterminer le challenger de Del Rio pour le World Heavyweight Championship à SummerSlam. Plus tard dans la soirée Christian bat Van Dam et Orton et devient donc le challenger de Del Rio à SummerSlam. Après le match, Del Rio attaque Christian en lui portant un Superkick,.

### Rivalité entre Kane et Bray Wyatt
Lors du Raw du 24 juin, Kane a été annoncé par Stephanie McMahon comme participant au Money in the Bank Ladder match pour le WWE Championship face à CM Punk, Daniel Bryan, Sheamus, Christian, Randy Orton et Rob Van Dam à Money in the Bank. Lors du Raw du 8 juillet, Kane bat Christian. Après le match, il se fait attaquer par The Wyatt Family et a dû se faire évacuer en civière. À la suite de sa blessure il ne pourra pas participer au Money in the Bank Ladder match pour le WWE Championship à Money in the Bank. Lors du Raw du 22 juillet, Brad Maddox annonce que Kane fera son retour la semaine prochaine pour affronter Daniel Bryan. Lors du SmackDown du 26 juillet, Bray Wyatt lui adresse un message en lui disant que s'il le cherche, il est là avec ses amis et qu'ils l’attendent depuis toujours. Lors du Raw du 5 août, Kane défie Bray Wyatt à un match pour SummerSlam, ils s'affronteront dans un Ring of Fire match, qui ressemble à un Inferno match mais qui peut-être remporté par tombé ou soumission. Kane lui dit ensuite que dans le ring enflammé sa famille ne pourra l'aider et qu'il va savoir pourquoi on l’appelle The Devil's favorite Demon,.

### Rivalité entre Dolph Ziggler & Kaitlyn et Big E Langston & AJ Lee
À Money in the Bank, AJ Lee coûta le WWE World Heavyweight Championship  à Dolph Ziggler lors de son match contre  Alberto Del Rio  en donnant un coup de ceinture sur ce dernier, ce qui causa la disqualification , il ne gagne donc pas le titre. Le lendemain à Raw, Ziggler met un terme  à sa relation avec AJ et son association avec Big E Langston. Il est plus tard attaqué par ses anciens alliés. AJ et Langston veulent se venger de Dolph en lui faisant perdre ses matchs et en le ridiculisant. Le 26 juillet à SmackDown, Kaitlyn, qui en rivalité avec AJ, l'attaque avec un spear durant un segment qui incluait également Big E Langston et Dolph Ziggler. Après que Kaitlyn ait accidentalement coûté à Ziggler son match contre Langston, les quatre individus se trouvent à SmackDown le 9 août lors du MizTV, pour remettre les pendules à l'heure. Voyant que les choses devenaient hors de contrôle, The Miz organise un match qui sera rendu officiel: Dolph Ziggler et Kaitlyn contre Big E Langston et AJ Lee à SummerSlam, dans un match par équipe mixte.

### Rivalité entre Cody Rhodes et Damien Sandow
Lors du Money in the Bank, Cody Rhodes perd et c'est Damien Sandow qui remporte la mallette après que Rhodes ait dominé le match. À la fin du match, Rhodes s'apprêtait à attraper la mallette du World Heavyweight Championship mais après un coup dans le dos de la part de Sandow, il tombe et c'est ce dernier qui récupère la mallette. Lors du Raw du 15 juillet, après que Sandow ait perdu son match face à Christian, Rhodes vient l'attaquer et effectue donc un Face Turn. Lors du SmackDown du 19 juillet, Rhodes attaque à nouveau Sandow après que ce dernier lui ait dit qu'il sera son garde du corps tant qu'il n'aura pas encaissé son contrat ce qui confirme son Face Turn. Lors du Raw du 22 juillet, Sandow essaye de faire distraire Rhodes mais celui-ci parvient à gagner son match contre Fandango. Lors du SmackDown du 26 juillet, Rhodes essaye à son tour de distraire Sandow et parvient à le faire perdre contre Randy Orton, après le match, Rhodes lui prend sa mallette et la jette dans le golfe du Mexique sans que ce dernier puisse la récupérer,. Lors du SmackDown du 2 août, Sandow agresse Rhodes dans les vestiaires avant que la sécurité n'intervienne,.

### Rivalité entre Natalya et Brie Bella
Le 29 juillet à Raw, Brie bat Natalya grâce à une distraction de sa sœur Nikki. Le 5 août à Raw, en coulisses, les Bella Twins se moquent de Natalya  et lorsque cette dernière arrive, elle gifle Brie. Le 12 août à Raw, Natalya propose à Brie un match à SummerSlam, ce que cette-dernière accepte. Brie gifle ensuite Natalya.

### Rivalité entre Dean Ambrose et Rob Van Dam pour le United States Championship
Lors du Raw du 12 août, un 20-Man Battle Royal est organisé pour être no 1 Contender's au WWE United States Championship. Cette Battle Royal sera remportée par Rob Van Dam qui éliminera Mark Henry pour l'emporter. Après le match, Mark Henry revient sur le ring pour féliciter Rob Van Dam mais ensuite arrive The Shield qui encercle le ring et s'apprête à les attaquer. C'est à ce moment que Big Show effectue son retour tant attendu en se dirigeant vers le ring pour faire fuir le Shield. Big Show effectue par la même occasion un Face Turn. Lors du SmackDown du 16 août, Rob Van Dam, Big Show et Mark Henry battent The Shield dans un match par équipes.

## Tableau des matchs
| #                                                                  | Match                                                                          | Stipulation | Durée |
| ------------------------------------------------------------------ | ------------------------------------------------------------------------------ | --- | ----- |
| Axxess                                                             | Natalya et Maria Menounos battent Brie Bella et Eva Marie                      | Match par équipe                                                                                                  | 13:10 |
| Pré-show                                                           | Rob Van Dam bat Dean Ambrose (c) par disqualification                          | Match simple pour le United States Championship                                                                   | 13:38 |
| 1                                                                  | Bray Wyatt bat Kane                                                            | Ring of Fire match                                                                                                | 7:49  |
| 2                                                                  | Cody Rhodes bat Damien Sandow                                                  | Match simple | 6:40  |
| 3                                                                  | Alberto Del Rio (c) bat Christian                                              | Match simple pour le World Heavyweight Championship                                                               | 12:30 |
| 4                                                                  | Natalya (avec Cameron et Naomi) bat Brie Bella (avec Nikki Bella et Eva Marie) | Match simple | 5:19  |
| 5                                                                  | Brock Lesnar (avec Paul Heyman) bat CM Punk                                    | Match sans disqualification                                                                                       | 25:17 |
| 6                                                                  | Dolph Ziggler et Kaitlyn battent Big E Langston et AJ Lee                      | Match par équipes mixtes                                                                                          | 6:45  |
| 7                                                                  | Daniel Bryan bat John Cena (c)                                                 | Match simple pour le WWE Championship avec Triple H en arbitre spécial                                            | 26:55 |
| 8                                                                  | Randy Orton bat Daniel Bryan (c)                                               | Match simple pour le WWE Championship obtenu avec la mallette Money in the bank, avec Triple H en arbitre spécial | 0:08  |
| (c) – désigne le(s) champion(s) défendant leur titre dans le match |                                                                                | |       |